# باشگاه فوتبال ترتون اف سی
باشگاه فوتبال ترتون اف سی یک باشگاه فوتبال حرفه‌ای مستقر در تیمفو بوتان است.